# Lima (metrostation)
Lima is een metrostation in de Italiaanse stad Milaan dat werd geopend op 1 november 1964 en wordt bediend door lijn 1 van de metro van Milaan.

## Ligging en inrichting
Het ondiep gelegen zuilenstation ligt onder het Piazza Lima in het midden van de Corso Buenos Aires en behoort tot de 21 initiële stations van de Milanese metro. Het is gebouwd naar het standaardontwerp met de Milanese methode. De verdeelhal direct boven de sporen wordt ondersteund door een zuilenrij tussen de sporen. De verdeelhal, met toegangspoortjes en een kantoortje voor de stationsopzichter, kent toegangen aan de noordkant van het plein. Aan de zuidkant van het plein ligt een voetgangerstunnel onder de Corso Buenos Aires die via een tunnel met winkeltjes onder de straat eveneens is verbonden met de verdeelhal. De zijperrons kennen gescheiden trappen voor in- en uitstappers van en naar de verdeelhal.